# Радянська анімація
Радянська анімація — вид радянського кіномистецтва, твори якого створюють методом покадрової зйомки послідовних фаз руху мальованих (графічна або мальована анімація) або об'ємних (об'ємна або ляльковаанімація) картинок.

## Історія
Після міграції Старєвіча анімація у Росії була паралізована. У 1924 році Юрій Меркулов, Микола Ходатаєв і Зенон Комісаренко організували Експериментальне бюро мультиплікації при Держтехнікумі кінематографії, де зняли мультфільми у тій самій техніці плоскої маріонетки (перекладки): «Міжпланетна революція» і «Китай у вогні». Останній нараховував 1000 метрів плівки, що при тодішній швидкості проєкції займало більше 50 хвилин екранного часу — довжина помнометражного мультфільму.  До роботи також залучили ряд молодих художників — майбутніх класиків радянської мультиплікації: Іван Іванов-Вано, сестры Брумберг, Ольга Ходатаева, Володимир Сутеєв.
Паралельно на студії «Культкіно» колектив художників за два роки випустив цілий ряд сатиричних і рекламних картин, висміювали буржуазію, церкву і Захід: «Історія одного розчарування», «Німецькі справи і справи» і «Випадок в Токіо» (режисер і художник-постановник Олександр Бушкин), «Радянські іграшки» і «Гуморески» (режисер Дзига Вертов) та інші. Така швидкість стала можливою завдяки шаржових стилю малюнка і техніці перекладки.
Невеликі групи ентузіастів почали з'являтися по всій країні. Мультиплікатори експериментували зі своїм обладнанням, а також з естетикою. Пізніше Іванов-Вано згадував в автобіографії «Кадр за кадром», що цьому сприяло і загальна атмосфера російського авангарду, главенствовшая в мистецтві тих років. Сам режисер взяв участь в постановці відразу двох картин, які прийнято вважати першими радянськими мультфільмами для дітей: «Сенька-Африканець» і «Каток». Обидва фільми були поставлені в 1927 році на студії «Межрабпом-Русь». З цього моменту дитяча мультиплікація почала витісняти пропаганду.
Серед інших важливих картин тієї епохи були мальовані фільми студії «Совкіно» — «Тараканище» (1927, реж. Олександр Іванов) і «самоедской хлопчик» (1928, реж. Сестри Брумберг, Микола і Ольга Ходатаева); лялькові фільми Марії Бендерської «Мойдодир» (1927) і «Пригоди китайчат» (1928, «Межрабпом-Русь»); мультипликационно-ігровий фільм «Перша Кінна» (1929, реж. Юрій Меркулов, «Госвоенкіно»), в якому художники Леонід Амальрік і Лев Атаманов застосували ряд новаторських прийомів за суміщенням об'ємних декорацій, вертикальних маріонеток і глиняного анімації (задовго до радянських пластилінових фільмів). Велика пластичність рухів була досягнута в «органчика» (1933) і «Царі Дурандае» (1934), створених т.зв. альбомним методом (на папері без целулоїду).
У 1929 році на Ленінградській фабриці «Совкіно» вийшла «Пошта» (реж. Михайло Цехановскій), виконана в змішаній техніці. Ця робота змінила сприйняття мультиплікації як окремого виду мистецтва, стала першим радянським кольоровим і звуковим мультфільмом, в якому картинка синхронізувалася зі звуком, а також першим мультфільмом, який йшов широким прокатом за кордоном і був відзначений провідними фахівцями своєї часу (зокрема, архітектор Френк Ллойд Райт рекомендував її Волту Діснею як зразок «анімації, що підштовхує до роздумів»). Надалі Цехановскій очолив відділення мультиплікації при Ленінградській кінофабриці, де він і його учні (в їх числі Мстислав Пащенко) розвивали самобутню ленінградську школу аж до війни, коли загинуло багато мультиплікатори, а студія була зруйнована під час бомбардування. У пожежі загинула і єдина копія повнометражного мальованого фільму подружжя Цехановскій «Казка про попа і про працівника його Балду», задумана як експериментальна мультопера на музику Дмитра Шостаковича.
Ще одним фахівцем того часу став Олександр Птушко, кваліфікований архітектор, який прийшов на «Мосфільм» в 1928 році для роботи над першим в СРСР мультсеріалом «Пригоди Братішкина», де Птушко і Меркулов в одному кадрі поєднали натурні зйомки і лялькового чоловічка. Але справжню славу він здобув з виходом формально першого повнометражного лялькового мультфільму «Новий Гулівер» в 1935 році (Старевича вдалося випустити «Рейнеке-Лис» на екрани лише в 1937 році). У ньому режисер також змішав в одному кадрі мультиплікацію і акторську гру. У фільмі є масові сцени за участю сотень ляльок, з виразною мімікою і ретельної анімацією рухів. Успіх картини дозволив Птушко відкрити власний підрозділ об'ємної мультиплікації на «Мосфільмі», де за п'ять років було створено близько дюжини лялькових фільмів, знятих як в чорно-білій, так і в кольоровій техніці за методом Павла Мершіна. Він також став першим директором новоствореної студії «Союздетмультфільм», але незабаром покинув мультиплікацію, щоб присвятити себе ігровому кіно.